# 台泥國際集團
台泥國際集團有限公司（TCC International Holdings Limited），簡稱台泥國際，是台灣水泥旗下的水泥公司，地區包括中國、香港、菲律賓等區域。
公司於1962年成立，最初是水泥生產業務；1967年於香港開始從事水泥生產業務，到了1980年，青衣島水泥裝卸站正式開幕，以便支持香港水泥之水泥進口。1994年，收購Koning Concrete Limited全部已經發行股本，而Koning Concrete Limited則持有港九混凝土40%股權；1996年，香港水泥、港九混凝土及港興分別購入翼冠有限公司的12.5%、15%及20%控股權益；1997年10月，正式在香港交易所主板上市1997年12月，朱家橋水泥有限公司正式成立，並已經開始動工興建年產能達700,000公噸的礦渣粉研磨廠；2000年，更名為「台泥國際集團」；2001年9月，台泥國際集團與賣方就收購和信電訊合共約0.94%已經發行股本而簽訂收購協議，此收購事項的總代價約110,490,000港元，自此台泥國際最大的股東就是台灣水泥公司的辜家佔有六成以上的持股，其次才是嘉新水泥。
2013年11月27日，台灣水泥宣布：以每股收購價為3.9港元，較其停牌前3.06港元溢價27.45%，以及收購未持有優先股等，預計涉及總代價58.88億港元，私有化台泥國際集團，但於2014年5月，因第二大股東嘉泥的反對，而未竟全功。
2014年，台泥國際以12.7億元人民幣購併湖南金大地材料公司的全部股權，切入湖南地區的水泥建材市場。
2017年1月23日，前主席辜成允在臺北市北投區振興醫院去世，改由張安平委任為主席及非執行董事。
2017年4月20日，台灣水泥宣布，以每股不超過港幣3.6港元，斥資65.76億港元（約新台幣256.46億港元），並已獲臺灣證交所、香港聯交所及註冊地開曼群島法院核准，並於9月18日召開股東會表決收購台泥國際在外流通全部股權，私有化台泥國際。

## 收購軼事
2007年6月，摩根士丹利亞洲有限公司代表台泥國際集團提出之自願有條件要約以收購嘉新水泥中國股本中全部已發行股份；到了2007年10月，已經轉為在各方面成為無條件；最後在2008年1月已完成強制收購嘉新水泥中國及撤銷其上市地位。 
2009年12月，台泥國際集團以40億元港元向昌興國際收購旗下水泥附屬公司Prosperity Minerals。

## 連結
- TTCHK.com （页面存档备份，存于）